# Dominic Cini
Dominic Cini, auch Dominic Minik (* vor 1998 in Vittoriosa, Malta) ist ein maltesischer Sänger, Songwriter und Musikproduzent.

## Leben
Dominic Cini besuchte die Lorenzo Gafa Secondary School, später ging er an die St. Theresa's High School. Er studierte Musik an der Lorenzo-Gafà-Schule und machte dort 1998 seinen Abschluss. Mit sechs Jahren fing Minik an, Gesangsunterricht zu nehmen und lernte acht Jahre lang das Saxophonspielen. Cini ist als Sänger, Schauspieler, Songwriter und Musikproduzent sowohl in Malta als auch im Ausland tätig. Er spielte in maltesischen Fernsehserien wie Ipokriti, Déjà Vu oder Katrina. Cini nahm sowohl als Sänger als auch als Komponist an verschiedenen nationalen und internationalen Wettbewerben teil, 2009 wurde ein von ihm komponierter Song beim Festival Indipendenza dritter, 2013 erreichten zwei seiner Lieder den ersten und zweiten Platz. 2010 nahm Cini als Sänger am Sea Song Festival, einem großen ukrainischen Musikfestival, teil.
Im Laufe seiner Karriere bewarb er sich mehrmals beim Malta Eurovision Song Contest, dem maltesischen Vorentscheid für den Eurovision Song Contest, schaffte es jedoch nie ins Finale. Er war dort mehrere Male als Backgroundsänger und Songwriter tätig. 2014 erreichte er mit dem Lied Once in a While das Halbfinale der Vorentscheidung, das am 21. November 2014 im Marsa Shipbuilding in Marsa stattfand. Er qualifizierte sich für das Finale und belegte den zwölften Rang.
Am 17. Mai 2008 heiratete er seine Lebensgefährtin Ina Robinich. Momentan arbeitet er bei Freetime Productions.

## Diskografie

### Als Sänger
- 2004: L-emarginati
- 2008: Rumanż (Mit seiner Ehefrau Ina Robinich)[4]
- 2009: Colourblind[5]

### Als Komponist
- 2009: Futur
- 2011: Skond id-daqqa-zifna[6]
- 2013: Mhux Pupa Biss (Gesungen von Raquel Galdes)